# Cryphia albosignata
Cryphia albosignata är en fjärilsart som beskrevs av Turati 1924. Cryphia albosignata ingår i släktet Cryphia och familjen nattflyn. Inga underarter finns listade i Catalogue of Life.